# Grand Prix-wegrace van Tsjecho-Slowakije 1988
De Grand Prix-wegrace van Tsjecho-Slowakije 1988 was de veertiende Grand Prix van het wereldkampioenschap wegrace-seizoen 1988. De races werden verreden op 28 augustus 1988 op het Automotodrom Brno nabij Brno. In deze Grand Prix werden de wereldtitels in de 500cc-klasse en de zijspanklasse beslist. Voor de 80cc-klasse, de 125 cc klasse en de zijspanklasse eindigde het seizoen met deze Grand Prix.

## Algemeen

### Argentijnse en Braziliaanse GP's
Op vrijdagavond vielen berichten uit Zuid-Amerika als een schaduw over de trainingen, met name voor de rijders uit de 250- en de 500cc-klasse. De organisatie van de Argentijnse Grand Prix had gemeld dat het nieuwe asfalt niet geschikt was, waardoor er niet gereden kon worden. Ze had zelfs het lef te vragen om op het oude, niet-gehomologeerde circuit te rijden, maar dat circuit had in het seizoen 1987 al bijna tot een rijdersstaking geleid. De FIM, de IRTA en coureurs wijdden er nog een vergadering aan, maar rijden op het oude circuit sloten ze allemaal uit. Er was echter een tweede probleem: de reiskosten zouden verdeeld worden tussen de Argentijnen en de GP van Brazilië, een bedrag van ca. 750.000 dollar. Als de Brazilianen niet bereid waren deze kosten alleen te dragen kwam ook die Grand Prix op losse schroeven te staan. Dan zou de wereldtitel in de 500cc-klasse al beslist zijn, want Eddie Lawson had 23 punten voorsprong op Wayne Gardner, die in Brno slechts 20 punten zou kunnen scoren. Uiteindelijk stelden de IRTA, Rothmans, Marlboro en andere sponsors zich garant voor (een bijdrage in) de reiskosten. Gardner behield daardoor een kleine kans op de wereldtitel en in de 250cc-klasse werd de spanning ook weer wat groter, want daar zaten slechts 9 punten tussen Sito Pons en Juan Garriga. 

### Toni Mang
Toni Mang had besloten zijn carrière te beëindigen, mede door zijn slecht herstellende sleutelbeenbreuk. Zijn fabrieks-Honda's gaf hij aan Jochen Schmid en Helmut Bradl, maar voor aanvang van de races op zondag reed hij nog een afscheidsronde samen met zijn collega's uit de 250cc-klasse. Dat werd door het publiek zeer gewaardeerd, want traditiegetrouw bestond dat in Brno voor een groot deel uit inwoners van de DDR, die er plezier in schepten West-Duitse rijders extra aan te moedigen. Mang was in die zin de opvolger geworden van Dieter Braun, die in de DDR ook bijzonder populair was. 

## 500cc-klasse

### De training
Wayne Gardner trainde ruim een seconde sneller dan Wayne Rainey, Christian Sarron, Niall Mackenzie, Eddie Lawson en Kevin Schwantz, die weer wat snelheid gevonden leek te hebben na de teleurstellende Zweedse GP. Lawson moest in de race tweede worden om wereldkampioen te worden, en was niet erg gelukkig met de vele Honda-rijders om hem heen. 

#### Trainingstijden
| Pos | Coureur             | Merk                        | Tijd    |
| --- | ------------------- | --------------------------- | ------- |
| 1.  | Wayne Gardner       | Rothmans-HRC-Honda          | 2"05'55 |
| 2.  | Wayne Rainey        | Roberts-Lucky Strike-Yamaha | 2"06'80 |
| 3.  | Christian Sarron    | Gauloises-Sonauto-Yamaha    | 2"06'86 |
| 4.  | Niall Mackenzie     | Gallina-HB-HRC-Honda        | 2"07'05 |
| 5.  | Eddie Lawson        | Agostini-Marlboro-Yamaha    | 2"07'20 |
| 6.  | Kevin Schwantz      | Pepsi-Suzuki                | 2"07'39 |
| 7.  | Pierfrancesco Chili | Gallina-HB-HRC-Honda        | 2"07'46 |
| 8.  | Didier de Radiguès  | Agostini-Marlboro-Yamaha    | 2"07'48 |
| 9.  | Kevin Magee         | Roberts-Lucky Strike-Yamaha | 2"07'55 |
| 10. | Randy Mamola        | Cagiva                      | 2"07'79 |

### De race
Vanaf de derde startij schoot Tadahiko Taira dankzij een enorm valse start naar voren. Hij was al op volle snelheid toen hij de eerste startrij voorbij schoot, maar Wayne Gardner stelde snel orde op zaken. Hij reed de hele race alleen aan de leiding. Eddie Lawson zat in een grote achtervolgende groep met Taira, Christian Sarron, Didier de Radiguès, Wayne Rainey, Kevin Schwantz, Pierfrancesco Chili, Randy Mamola en Kevin Magee. Van al zijn Yamaha-collega's had Lawson weinig plezier. Alleen Sarron maakte wat ruimte voor hem, maar vooral Rainey en Magee boden veel tegenstand. Zij waren weliswaar Yamaha-fabriekscoureurs, maar op de eerste plaats van het team van Kenny Roberts, terwijl Lawson voor Giacomo Agostini uitkwam. Toch wist Lawson de tweede plaats en daarmee de wereldtitel te grijpen. 

#### Uitslag 500cc-klasse
| Pos | Coureur             | Merk                        | Tijd      | Grid | Punten |
| --- | ------------------- | --------------------------- | --------- | ---- | ------ |
| 1   | Wayne Gardner       | Rothmans-HRC-Honda          | 49"11'06  | 1    | 20     |
| 2   | Eddie Lawson        | Agostini-Marlboro-Yamaha    | 49"12'97  | 5    | 17     |
| 3   | Wayne Rainey        | Roberts-Lucky Strike-Yamaha | 49"13'54  | 2    | 15     |
| 4   | Pierfrancesco Chili | Gallina-HB-HRC-Honda        | 49"26'74  | 7    | 13     |
| 5   | Tadahiko Taira      | Tech 21-Yamaha              | 49"30'97  | 11   | 11     |
| 6   | Niall Mackenzie     | Gallina-HB-HRC-Honda        | 49"40'50  | 4    | 10     |
| 7   | Ron Haslam          | ELF-HRC-Honda               | 50"08'50  | 15   | 9      |
| 8   | Rob McElnea         | Pepsi-Suzuki                | 50"09'30  | 13   | 8      |
| 9   | Patrick Igoa        | Gauloises-Sonauto-Yamaha    | 50"10'42  | 14   | 7      |
| 10  | Fabio Barchitta     | Katayama-ELF-HRC-Honda      | 50"57'02  | 17   | 6      |
| 11  | Marco Gentile       | Fior-Marlboro-Yamaha        | 50"57'20  | 18   | 5      |
| 12  | Marco Papa          | Honda                       | 51"11'50  | 20   | 4      |
| 13  | Alessandro Valesi   | Honda                       | 51"11'70  | 23   | 3      |
| 14  | Peter Lindén        | Honda                       | +1 ronde  | 28   | 2      |
| 15  | Bruno Kneubühler    | Honda                       | +1 ronde  | 21   | 1      |
| 16  | Fabio Biliotti      | Honda                       | +1 ronde  | 22   |        |
| 17  | Wolfgang von Muralt | Suzuki                      | +1 ronde  | 24   |        |
| 18  | Silvo Habat         | Honda                       | +1 ronde  | 33   |        |
| 19  | Manfred Fischer     | Hein Gericke-Honda          | +1 ronde  | 26   |        |
| 20  | Rachel Nicotte      | Chevallier-Honda            | +1 ronde  | 30   |        |
| 21  | Karl Truchsess      | Honda                       | +1 ronde  | 19   |        |
| 22  | Niggi Schmassmann   | Honda                       | +1 ronde  | 32   |        |
| 23  | Claus Wulff         | Honda                       | +1 ronde  | 34   |        |
| 24  | Pavol Dekánek       | Honda                       | +2 ronden | 37   |        |

#### Niet gefinished
| Coureur            | Merk                        | Oorzaak         | Grid |
| ------------------ | --------------------------- | --------------- | ---- |
| Eddie Laycock      | Honda                       |                 | 27   |
| Daniel Amatriaín   | Honda                       | Opgave          | 31   |
| Randy Mamola       | Cagiva                      | Ontsteking      | 10   |
| Christian Sarron   | Gauloises-Sonauto-Yamaha    | Val             | 3    |
| Raymond Roche      | Cagiva                      | Opgave          | 16   |
| Kevin Magee        | Roberts-Lucky Strike-Yamaha | Val             | 9    |
| Kevin Schwantz     | Pepsi-Suzuki                | Zuiger          | 6    |
| Didier de Radiguès | Agostini-Marlboro-Yamaha    | Versnellingsbak | 8    |
| Josef Doppler      | Honda                       | Opgave          | 36   |
| Roger Burnett      | Rothmans-HRC-Honda          | Koppeling       | 12   |
| Simon Buckmaster   | Honda                       | Val             | 25   |

#### Niet gestart
| Coureur        | Merk   | Oorzaak | Grid |
| -------------- | ------ | ------- | ---- |
| Rudolf Zeller  | Honda  |         | 35   |
| Andreas Leuthe | Suzuki |         | 29   |

#### Niet gekwalificeerd
| Coureur          | Merk   |
| ---------------- | ------ |
| Larry Vacondio   | Suzuki |
| Harry Heutmekers | Suzuki |
| Ian Pratt        | Suzuki |
| Imrich Majoros   | Suzuki |
| Marian Troliga   | Suzuki |
| Franz Schopf     | Suzuki |
| Michael Wild     | Suzuki |
| Petr Hlavatka    | Suzuki |

#### Niet deelgenomen
| Coureur           | Merk               | Oorzaak  |
| ----------------- | ------------------ | -------- |
| Shunji Yatsushiro | Rothmans-HRC-Honda | Blessure |
| Malcolm Campbell  | ELF-Honda          |          |
| Gustav Reiner     | Hein Gericke-Honda | Blessure |
| Maarten Duyzers   | HDJ-Honda          |          |
| Mike Baldwin      | Katayama-ELF-Honda |          |
| Steve Manley      | Suzuki             |          |
| Massimo Broccoli  | Cagiva             |          |
| Donnie McLeod     | Honda              |          |

### Top tien tussenstand 500cc-klasse
| Pos | Coureur                       | Merk                        | Ptn |
| --- | ----------------------------- | --------------------------- | --- |
| 1   | Eddie Lawson (wereldkampioen) | Agostini-Marlboro-Yamaha    | 232 |
| 2   | Wayne Gardner                 | Rothmans-HRC-Honda          | 212 |
| 3   | Wayne Rainey                  | Roberts-Lucky Strike-Yamaha | 189 |
| 4   | Christian Sarron              | Gauloises-Sonauto-Yamaha    | 138 |
| 5   | Kevin Magee                   | Roberts-Lucky Strike-Yamaha | 128 |
| 6   | Didier de Radiguès            | Agostini-Marlboro-Yamaha    | 113 |
| 7   | Niall Mackenzie               | Gallina-HB-HRC-Honda        | 112 |
| 8   | Kevin Schwantz                | Pepsi-Suzuki                | 104 |
| 9   | Pierfrancesco Chili           | Gallina-HB-HRC-Honda        | 101 |
| 10  | Rob McElnea                   | Pepsi-Suzuki                | 74  |

## 250cc-klasse

### De training
Dominique Sarron reed weliswaar de snelste trainingstijd voor Juan Garriga, maar de tijden lagen dicht bij elkaar. Zesde man Luca Cadalora zat nog binnen één seconde. Tussen de rivalen Sito Pons en Juan Garriga zat slechts 0,05 seconde. De nieuwe protegees van Toni Mang, Jochen Schmid en Helmut Bradl, moesten nog wennen aan hun nieuwe Honda NSR 250's en stonden slechts op de 14e en de 18e startplaats.

#### Trainingstijden
| Pos | Coureur              | Merk                     | Tijd    |
| --- | -------------------- | ------------------------ | ------- |
| 1.  | Dominique Sarron     | Rothmans-HRC-Honda       | 2"09'60 |
| 2.  | Juan Garriga         | Nieto-Ducados-Yamaha     | 2"10'14 |
| 3.  | Sito Pons            | Campsa-HRC-Honda         | 2"10'19 |
| 4.  | Carlos Cardús        | Nieto-Ducados-HRC-Honda  | 2"10'46 |
| 5.  | Reinhold Roth        | HB-HRC-Honda             | 2"10'54 |
| 6.  | Luca Cadalora        | Agostini-Marlboro-Yamaha | 2"10'60 |
| 7.  | Jacques Cornu        | Parisienne-HRC-Honda     | 2"10'86 |
| 8.  | Carlos Lavado        | HB-Venemotos-Yamaha      | 2"11'41 |
| 9.  | Jean-Philippe Ruggia | Gauloises-Sonauto-Yamaha | 2"11'53 |
| 10. | Loris Reggiani       | Aprilia-Rotax            | 2"11'54 |

### De race
Dominique Sarron profiteerde niet lang van zijn poleposition, want enkele kilometers na het vertrek kwam hij al ten val. Met een beschadigde machine kon hij wel nog verder rijden. Juan Garriga had een slechte start, maar begon aan een spectaculaire inhaalrace en na vier ronden zat hij al achter Sito Pons. Luca Cadalora reed tamelijk alleen op de derde plaats. In de achtste ronde nam Garriga de leiding, maar Pons wist hem een aantal malen terug te halen. Uiteindelijk koos Pons voor de zekerheid van de tweede plaats. Zijn puntenvoorsprong op Garriga slonk tot zes punten, maar daarmee zou hij in de Braziliaanse GP aan de derde plaats genoeg hebben om wereldkampioen te worden. 

#### Uitslag 250cc-klasse
| Pos | Coureur              | Merk                     | Tijd     | Grid | Punten |
| --- | -------------------- | ------------------------ | -------- | ---- | ------ |
| 1   | Juan Garriga         | Nieto-Ducados-Yamaha     | 43"54'72 | 2    | 20     |
| 2   | Sito Pons            | Campsa-HRC-Honda         | 43"58'41 | 3    | 17     |
| 3   | Luca Cadalora        | Agostini-Marlboro-Yamaha | 44"05'20 | 6    | 15     |
| 4   | Loris Reggiani       | Aprilia-Rotax            | 44"05'81 | 10   | 13     |
| 5   | Carlos Cardús        | Nieto-Ducados-HRC-Honda  | 44"06'12 | 4    | 11     |
| 6   | Reinhold Roth        | HB-HRC-Honda             | 44"06'43 | 5    | 10     |
| 7   | Jacques Cornu        | Parisienne-HRC-Honda     | 44"10'03 | 7    | 9      |
| 8   | Dominique Sarron     | Rothmans-HRC-Honda       | 44"24'81 | 1    | 8      |
| 9   | Carlos Lavado        | HB-Venemotos-Yamaha      | 44"24'91 | 8    | 7      |
| 10  | Jochen Schmid        | Rothmans-HRC-Honda       | 44"25'77 | 14   | 6      |
| 11  | Jean-Philippe Ruggia | Gauloises-Sonauto-Yamaha | 44"30'15 | 9    | 5      |
| 12  | Helmut Bradl         | Rothmans-HRC-Honda       | 44"32'75 | 18   | 4      |
| 13  | Masahiro Shimizu     | Terra-HRC-Honda          | 44"39'97 | 16   | 3      |
| 14  | Bruno Casanova       | FMI-Aprilia-Rotax        | 44"47'07 | 13   | 2      |
| 15  | Harald Eckl          | Römer-Aprilia-Rotax      | 44"47'39 | 19   | 1      |
| 16  | Stefano Caracchi     | Honda                    | 44"47'50 | 12   |        |
| 17  | Iván Palazzese       | Yamaha                   | 44"47'75 | 17   |        |
| 18  | Martin Wimmer        | Fath-Hein Gericke-Yamaha | 44"48'14 | 11   |        |
| 19  | Javier Cardelús      | Aprilia-Rotax            | 45"04'30 | 23   |        |
| 20  | Gary Cowan           | Yamaha                   | 45"15'62 | 30   |        |
| 21  | Jean-François Baldé  | Défi-Rotax               | 45"16'43 | 24   |        |
| 22  | Urs Lüzi             | Honda                    | 45"17'15 | 27   |        |
| 23  | Jean-Francois Foray  | Yamaha                   | 45"17'50 | 29   |        |
| 24  | Manfred Herweh       | Levior-Yamaha            | 45"18'03 | 22   |        |
| 25  | René Delaby          | Yamaha                   | 45"19'63 | 31   |        |
| 26  | Paolo Casoli         | Pileri-AGV-Garelli       | 45"20'17 | 25   |        |
| 27  | Jean-Michel Mattioli | Docshop-Yamaha           | 45"22'07 | 20   |        |
| 28  | Maurizio Vitali      | Gazzaniga-Rotax          | 45"31'40 | 26   |        |
| 29  | Massimo Matteoni     | Yamaha                   | 45"39'09 | 33   |        |
| 30  | Hans Becker          | Yamaha                   | 45"43'17 | 36   |        |
| 31  | Andreas Preining     | Aprilia-Rotax            | 45"43'30 | 28   |        |
| 32  | Kevin Mitchell       | Yamaha                   | 46"02'02 | 34   |        |

#### Niet gefinished
| Coureur        | Merk          | Oorzaak | Grid |
| -------------- | ------------- | ------- | ---- |
| August Auinger | Aprilia-Rotax |         | 15   |
| Urs Jücker     | Yamaha        |         | 32   |
| Hans Lindner   | Honda         |         | 35   |
| Donnie McLeod  | 7Up-EMC-Rotax | Opgave  | 21   |

#### Niet gekwalificeerd
| Coureur           | Merk          |
| ----------------- | ------------- |
| Alberto Puig      | Honda         |
| Alain Bronec      | Honda         |
| Piero Pedone      | Aprilia-Rotax |
| Guy Bertin        | Yamaha        |
| Thomas Bacher     | Rotax         |
| Siegfried Minich  | Yamaha        |
| Bernard Haenggeli | Honda         |
| Bruno Bonhuil     | Honda         |
| Roland Busch      | Yamaha        |
| Thierry Rapicault | Fior-Rotax    |
| Dario Marchetti   | Rotax         |
| Andrea Brasini    | MBA           |
| Jan Bartunek      | Jawa          |

#### Niet deelgenomen
| Coureur       | Merk                        | Oorzaak          |
| ------------- | --------------------------- | ---------------- |
| Toni Mang     | Rothmans-HRC-Honda          | Blessure/gestopt |
| John Kocinski | Roberts-Lucky Strike-Yamaha |                  |
| Jim Filice    | HRC-Honda                   |                  |

### Top tien tussenstand 250cc-klasse
| Pos | Coureur              | Merk                     | Ptn |
| --- | -------------------- | ------------------------ | --- |
| 1   | Sito Pons            | Campsa-HRC-Honda         | 216 |
| 2   | Juan Garriga         | Nieto-Ducados-Yamaha     | 210 |
| 3   | Jacques Cornu        | Parisienne-HRC-Honda     | 160 |
| 4   | Reinhold Roth        | HB-HRC-Honda             | 145 |
| 5   | Dominique Sarron     | Rothmans-HRC-Honda       | 138 |
| 6   | Luca Cadalora        | Agostini-Marlboro-Yamaha | 136 |
| 7   | Jean-Philippe Ruggia | Gauloises-Sonauto-Yamaha | 96  |
| 8   | Toni Mang            | Rothmans-HRC-Honda       | 87  |
| 9   | Carlos Cardús        | Nieto-Ducados-HRC-Honda  | 62  |
| 10  | Masahiro Shimizu     | Terra-HRC-Honda          | 61  |

## 125cc-klasse

### De training
Hans Spaan reed zijn derde poleposition van het seizoen maar net als in de 250cc-klasse lagen de tijden erg dicht bij elkaar. In de race zou de belangstelling vooral uitgaan naar Spaan en Julián Miralles, die nog vochten om de derde plaats in het wereldkampioenschap, nu de eerste twee plaatsen al vaststonden.

#### Trainingstijden
| Pos | Coureur           | Merk                | Tijd    |
| --- | ----------------- | ------------------- | ------- |
| 1.  | Hans Spaan        | Samson-Sharp-Honda  | 2"19'15 |
| 2.  | Jorge Martínez    | Nieto-Ducados-Derbi | 2"19'22 |
| 3.  | Corrado Catalano  | Aprilia-Rotax       | 2"19'62 |
| 4.  | Adi Stadler       | Honda               | 2"19'96 |
| 5.  | Lucio Pietroniro  | Honda               | 2"20'00 |
| 6.  | Ezio Gianola      | Honda               | 2"20'03 |
| 7.  | Stefan Prein      | Honda               | 2"20'40 |
| 8.  | Taru Rinne        | Honda               | 2"20'47 |
| 9.  | Gastone Grassetti | Honda               | 2"20'53 |
| 10. | Heinz Lüthi       | Honda               | 2"20'59 |

### De race
Julián Miralles startte als snelste, terwijl Hans Spaan meteen terugviel naar de vijftiende plaats. Voor Miralles zag het er op dat moment goed uit, want hij moest acht punten goedmaken op Spaan om derde in het kampioenschap te worden en reed nu vooraan met stalgenoot Jorge Martínez en Ezio Gianola. Spaan begon echter aan een inhaalrace en toen hij in de negende ronde Fausto Gresini en Corrado Catalano passeerde was hij al vierde. Gianola viel echter terug en Miralles en Martínez speelden een spelletje dat voor het publiek op een echte race moest lijken. Ze probeerden Spaan uit de tent te lokken door hem in het schijngevecht te betrekken, maar Spaan wist dat de derde plaats genoeg was om ook derde in het wereldkampioenschap te worden. Nu had de hulp van Martínez aan Miralles ook geen zin meer en Martínez pakte de overwinning. Taru Rinne kon haar achtste startplaats niet waarmaken: al in de eerste ronde kwam ze ten val. 

#### Uitslag 125cc-klasse
| Pos | Coureur            | Merk                | Tijd     | Grid | Punten |
| --- | ------------------ | ------------------- | -------- | ---- | ------ |
| 1   | Jorge Martínez     | Nieto-Ducados-Derbi | 39"50'94 | 2    | 20     |
| 2   | Julián Miralles    | Nieto-Ducados-Honda | 39"51'12 | 13   | 17     |
| 3   | Hans Spaan         | Samson-Sharp-Honda  | 39"51'29 | 1    | 15     |
| 4   | Corrado Catalano   | Aprilia-Rotax       | 39"56'52 | 3    | 13     |
| 5   | Ezio Gianola       | Honda               | 39"57'07 | 6    | 11     |
| 6   | Robin Milton       | Honda               | 40"05'76 | 12   | 10     |
| 7   | Stefan Prein       | Honda               | 40"07'14 | 7    | 9      |
| 8   | Alex Bedford       | Honda               | 40"14'33 | 18   | 8      |
| 9   | Lucio Pietroniro   | Honda               | 40"15'00 | 5    | 7      |
| 10  | Allan Scott        | Honda               | 40"15'15 | 24   | 6      |
| 11  | Gastone Grassetti  | Honda               | 40"15'28 | 9    | 5      |
| 12  | Ian McConnachie    | Cagiva              | 40"15'43 | 16   | 4      |
| 13  | Adi Stadler        | Honda               | 40"15'73 | 4    | 3      |
| 14  | Heinz Lüthi        | Honda               | 40"15'97 | 10   | 2      |
| 15  | Jussi Hautaniemi   | Honda               | 40"16'22 | 27   | 1      |
| 16  | Alfred Waibel      | Waibel-Honda        | 40"35'75 | 26   |        |
| 17  | Àlex Crivillé      | Nieto-Ducados-Derbi | 40"36'19 | 32   |        |
| 18  | Bady Hassaine      | Honda               | 40"36'41 | 25   |        |
| 19  | Jean-Claude Selini | Honda               | 40"37'19 | 23   |        |
| 20  | Gerhard Waibel     | Honda               | 40"37'53 | 21   |        |
| 21  | Koji Takada        | Fukuda-Honda        | 40"38'28 | 15   |        |
| 22  | Hisashi Unemoto    | Fukuda-Honda        | 40"39'68 | 37   |        |
| 23  | Flemming Kistrup   | Honda               | 40"40'56 | 29   |        |
| 24  | Domenico Brigaglia | Gazzaniga-Rotax     | 40"48'61 | 17   |        |
| 25  | Pier Paolo Bianchi | Cagiva              | 40"55'36 | 14   |        |
| 26  | Juan Ramon Bolart  | JJ Cobas-Rotax      | 41"02'26 | 28   |        |
| 27  | Paolo Scappini     | Honda               | 41"14'61 | 35   |        |
| 28  | Johnny Wickström   | Honda               | 41"41'80 | 22   |        |

#### Niet gefinished
| Coureur           | Merk               | Oorzaak | Grid |
| ----------------- | ------------------ | ------- | ---- |
| Fausto Gresini    | Pileri-AGV-Garelli |         | 36   |
| Emilio Cuppini    | Honda              |         | 11   |
| Stefan Dörflinger | Marlboro-Honda     |         | 30   |
| Luis Miguel Reyes | Pileri-AGV-Garelli |         | 20   |
| Jörg Seel         | Seel               |         | 19   |
| Mandy Fischer     | Rotax              |         | 34   |
| Thierry Feuz      | Ferac-Rotax        |         | 33   |
| Manuel Hernández  | Honda              |         | 31   |
| Taru Rinne        | Honda              | Val     | 8    |

#### Niet gekwalificeerd
| Coureur              | Merk                |
| -------------------- | ------------------- |
| Hubert Abold         | Honda               |
| Krysztof Galatowicz  | Honda               |
| Robin Appleyard      | Honda               |
| Mike Leitner         | LCR-Rotax           |
| Jos van Dongen       | Honda               |
| Manuel Herreros      | Nieto-Ducados-Derbi |
| Karl Dauer           | Hummel              |
| Håkan Olsson         | Honda               |
| Christian Le Badezet | Honda               |
| Alfred Gangelberger  | Hummel              |
| Paul Bordes          | Honda               |
| Marco Cipriani       | Honda               |
| Serge Julin          | Rotax               |
| Javier Debón         | Rotax               |
| K.D. Kindle          | Honda               |
| Fernando Gonzales    | JJ Cobas-Rotax      |
| Stuart Edwards       | Rotax               |
| Dario Marchetti      | Rotax               |
| Peter Baláz          | Honda               |
| M. Sedlak            | Honda               |

### Top tien eindstand 125cc-klasse
| Pos. | Coureur            | Team/merk           | Punten |
| ---- | ------------------ | ------------------- | ------ |
| 1    | Jorge Martínez     | Nieto-Ducados-Derbi | 197    |
| 2    | Ezio Gianola       | Honda               | 168    |
| 3    | Hans Spaan         | Samson-Sharp-Honda  | 110    |
| 4    | Julián Miralles    | Nieto-Ducados-Honda | 104    |
| 5    | Domenico Brigaglia | Gazzaniga-Rotax     | 69     |
| 6    | Gastone Grassetti  | Honda               | 66     |
| 7    | Adi Stadler        | Honda               | 63     |
| 8    | Stefan Prein       | Honda               | 59     |
| 9    | Lucio Pietroniro   | Honda               | 56     |
| 10   | Gerhard Waibel     | Honda               | 52     |

## 80cc-klasse

### De training
Dat Stefan Dörflinger de tweede trainingstijd reed gaf hem weer hoop op een goed resultaat. Tot dit moment leidden de drie Derbi-coureurs Jorge Martínez, Àlex Crivillé en Manuel Herreros het kampioenschap en Dörflinger was slechts vijfde. De 80cc-klasse had echter een pauze van vijf weken gehad die Dörflinger kennelijk goed besteed had. Herreros en Crivillé deden het zelfs slecht met de tiende en de veertiende trainingstijd. Peter Öttl, vierde in het kampioenschap, nam niet deel. 

#### Trainingstijden
| Pos | Coureur            | Merk                 | Tijd    |
| --- | ------------------ | -------------------- | ------- |
| 1.  | Jorge Martínez     | Nieto-Ducados-Derbi  | 2"24'38 |
| 2.  | Stefan Dörflinger  | Marlboro-LCR-Krauser | 2"24'48 |
| 3.  | Jörg Seel          | Seel                 | 2"26'60 |
| 4.  | Bogdan Nikolov     | Krauser              | 2"27'06 |
| 5.  | Günter Schirnhofer | Krauser              | 2"28'21 |
| 6.  | Károly Juhász      | Krauser              | 2"28'34 |
| 7.  | Jos van Dongen     | Rekro-Casal          | 2"28'60 |
| 8.  | János Szabó        | Krauser              | 2"28'72 |
| 9.  | Jaime Mariano      | JJ Cobas-Rotax       | 2"28'77 |
| 10. | Manuel Herreros    | Nieto-Ducados-Derbi  | 2"28'86 |

### De race
Nu hij al zeker was van het dubbelkampioenschap 80- en 125 cc trad Jorge Martínez met een ander doel aan: het evenaren van het aantal overwinningen dat zijn teamchef Ángel Nieto met Derbi had gehaald. Als hij deze race zou winnen zou hij het aantal van 90 overwinningen evenaren. Martínez ging samen met Stefan Dörflinger aan de leiding, gevolgd door Àlex Crivillé en Herri Torrontegui. Manuel Herreros viel al snel uit door een defecte zuiger. Na een gevecht met Dörflinger won Martínez voor Dörflinger, die daardoor opschoof naar de derde plaats in het wereldkampioenschap. Crivillé werd derde en definitief tweede in het wereldkampioenschap, maar het was de laatste race die hij voor Derbi zou rijden. 

#### Uitslag 80cc-klasse
| Pos | Coureur            | Merk                 | Tijd     | Grid | Punten |
| --- | ------------------ | -------------------- | -------- | ---- | ------ |
| 1   | Jorge Martínez     | Nieto-Ducados-Derbi  | 31"45'82 | 1    | 20     |
| 2   | Stefan Dörflinger  | Marlboro-LCR-Krauser | 31"46'06 | 2    | 17     |
| 3   | Àlex Crivillé      | Nieto-Ducados-Derbi  | 32"07'22 | 14   | 15     |
| 4   | Károly Juhász      | Krauser              | 32"07'31 | 6    | 13     |
| 5   | Giuseppe Ascareggi | BBFT                 | 32"07'78 | 12   | 11     |
| 6   | Bogdan Nikolov     | Krauser              | 32"21'36 | 4    | 10     |
| 7   | Gabriele Gnani     | Gnani                | 32"21'60 | 11   | 9      |
| 8   | Bert Smit          | Krauser              | 32"30'22 | 16   | 8      |
| 9   | Günter Schirnhofer | Krauser              | 32"30'51 | 5    | 7      |
| 10  | René Dünki         | Krauser              | 32"44'21 | 13   | 6      |
| 11  | Adrie Nijenhuis    | Timmer-Samson-Casal  | 32"44'33 | 22   | 5      |
| 12  | Janez Pintar       | Eberhardt            | 32"44'58 | 21   | 4      |
| 13  | János Szabó        | Krauser              | 32"49'54 | 8    | 3      |
| 14  | Heinz Paschen      | Kiefer               | 32"52'49 | 17   | 2      |
| 15  | Jacques Bernard    | Fantic               | 33"08'13 | 27   | 1      |
| 16  | Reiner Koster      | LCR-Casal            | 33"08'68 | 19   |        |
| 17  | Kees Besseling     | CJB                  | 33"10'90 | 18   |        |
| 18  | Herri Torrontegui  | Autisa               | 33"16'50 | 15   |        |
| 19  | Stuart Edwards     | Casal                | 33"31'83 | 26   |        |
| 20  | Jaime Mariano      | JJ Cobas-Rotax       | 33"37'55 | 9    |        |
| 21  | Hagen Klein        | Ziegler              | 33"43'21 | 24   |        |
| 22  | Paolo Priori       | Krauser              | 33"46'64 | 31   |        |
| 23  | Alojz Pavlič       | Seel                 | 33"46'91 | 34   |        |
| 24  | Thomas Engl        | GPE                  | 33"55'44 | 32   |        |
| 25  | Javier Arumi       | Krauser              | 34"05'69 | 30   |        |
| 26  | Peter Tibori       | Casal                | 34"07'28 | 35   |        |
| 27  | Lionel Robert      | SPR                  | 34"07'47 | 36   |        |
| 28  | Stefan Brägger     | Casal                | +1 ronde | 20   |        |

#### Niet gefinished
| Coureur            | Merk                | Oorzaak            | Grid |
| ------------------ | ------------------- | ------------------ | ---- |
| Manuel Herreros    | Nieto-Ducados-Derbi | Zuiger             | 10   |
| Hans Koopman       | Ziegler             | Kettingaandrijving | 23   |
| Matthias Ehinger   | Krauser             |                    | 28   |
| Jörg Seel          | Seel                |                    | 3    |
| Michael Gschwander | Seel                |                    | 29   |
| Serge Julin        | Casal               |                    | 25   |
| Paul Bordes        | RB                  |                    | 33   |
| Jos van Dongen     | Rekro-Casal         | Val                | 7    |

#### Niet gekwalificeerd
| Coureur         | Merk       |
| --------------- | ---------- |
| Otto Krmiček    | Casal      |
| Jan Vanecek     | Krauser    |
| Kvetoslav Samák | Casal      |
| Chris Baert     | Casal      |
| Eduard Klimek   | RG         |
| Otto Machinek   | OM-Spezial |
| Zbynek Havrda   | Honda      |
| Nicola Casadei  | Casal      |
| T. Kauhanen     | Casal      |

#### Niet deelgenomen
| Coureur         | Merk            | Oorzaak      |
| --------------- | --------------- | ------------ |
| Peter Öttl      | Pichler-Krauser | Blessure     |
| Ian McConnachie | Autisa          | Geen machine |
| Rainer Kunz     | Ziegler         |              |
| Hubert Abold    | Krauser         |              |

### Top tien eindstand 80cc-klasse
| Pos. | Coureur            | Team/merk            | Ptn. |
| ---- | ------------------ | -------------------- | ---- |
| 1    | Jorge Martínez     | Nieto-Ducados-Derbi  | 137  |
| 2    | Àlex Crivillé      | Nieto-Ducados-Derbi  | 90   |
| 3    | Stefan Dörflinger  | Marlboro-LCR-Krauser | 77   |
| 4    | Manuel Herreros    | Nieto-Ducados-Derbi  | 69   |
| 5    | Peter Öttl         | Pichler-Krauser      | 65   |
| 6    | Bogdan Nikolov     | Krauser              | 55   |
| 7    | Károly Juhász      | Krauser              | 54   |
| 8    | Jos van Dongen     | Rekro-Casal          | 47   |
| 9    | Giuseppe Ascareggi | BBFT                 | 46   |
| 10   | Gabriele Gnani     | Gnani                | 36   |

## Zijspanklasse
Met alleen deze race nog te gaan hadden Rolf Biland en Kurt Waltisperg achttien punten voorsprong op Steve Webster en Tony Hewitt. Dat betekende dat Biland slechts veertiende hoefde te worden om zijn wereldtitel veilig te stellen. Hij hoefde zich geen zorgen te maken, want zijn Krauser was de snelste en betrouwbaarste machine van het hele veld. Hij had tot nu toe alle polepositions gehaald en zes van de acht races gewonnen. Bovendien was Tony Hewitt tijdens de Lucky Strike Racing Day op het circuit van Zandvoort geblesseerd geraakt waardoor Webster moest terugvallen op de diensten van de bakkenist van Paul Atkinson, Gavin Simmons, die pas zijn vierde WK-race reed. Zo begon Webster aan een tamelijk kansloze missie: Biland moest eigenlijk uitvallen en Webster moest dan ook nog zelf winnen met een - op dit niveau - onervaren bakkenist. 

### De training
In de training was er voor Rolf Biland nog niets aan de hand. Zoals men wel gewend was reed hij ruim een seconde sneller dan Steve Webster en ruim twee seconden sneller dan Egbert Streuer. Toch was er veel respect voor het aanpassingsvermogen van Webster en zijn invaller-bakkenist Gavin Simmons, die niet onderdeed voor vaste passagier Tony Hewitt. Mike Krauser presenteerde een nieuwe motor, de eerste tweetaktmotor met brandstofinjectie, in de combinatie van Fritz en Hubert Stölzle, die zich niet binnen de top tien wisten te kwalificeren. 

#### Trainingstijden
| Pos | Coureur            | Bakkenist          | Merk                    | Tijd    |
| --- | ------------------ | ------------------ | ----------------------- | ------- |
| 1.  | Rolf Biland        | Kurt Waltisperg    | LCR-Krauser             | 2"08'28 |
| 2.  | Steve Webster      | Gavin Simmons      | LCR-Krauser             | 2"09'49 |
| 3.  | Markus Egloff      | Urs Egloff         | BP-LCR-ADM              | 2"09'67 |
| 4.  | Egbert Streuer     | Bernard Schnieders | Lucky Strike-LCR-Yamaha | 2"10'55 |
| 5.  | Masato Kumano      | Markus Fährni      | LCR-Yamaha              | 2"11'01 |
| 6.  | Alain Michel       | Jean-Marc Fresc    | ELF-LCR-Krauser         | 2"11'39 |
| 7.  | Alfred Zurbrügg    | Martin Zurbrügg    | LCR-Yamaha              | 2"12'70 |
| 8.  | Yoshisada Kumagaya | Peter Lindén       | Windle-Yamaha           | 2"13'12 |
| 9.  | Bernd Scherer      | Thomas Schröder    | BSR-Krauser             | 2"13'17 |
| 10. | Rolf Steinhausen   | Bruno Hiller       | Busch-ADM               | 2"13'36 |

### De race
Voor de race vertelde Rolf Biland dat hij had gedroomd dat zijn hele zijspancombinatie tijdens de race uit elkaar viel. Dat was het enige scenario dat hem nog van de wereldtitel af kon houden. Dan moest Steve Webster wel winnen en die ging er bij de start dan ook als eerste vandoor, gevolgd door Markus Egloff, Rolf Biland en Egbert Streuer. De gebroeders Egloff vielen al snel terug en de strijd om de leiding ging tussen Webster en Streuer. Biland nam genoegen met de derde positie, want hij mocht zelfs veertiende worden om de wereldtitel te grijpen. Na de negende ronde kwam Biland echter veel te langzaam als achtste langs de finish. Hij had alleen de derde versnelling over en aan het einde van de tiende ronde gaf die ook de geest en Biland kwam vlak voor de streep tot stilstand. Nu hing zijn wereldtitel af van de dadendrang van Egbert Streuer en Bernard Schnieders, die geen boodschap hadden aan de titelaspiraties van Webster en probeerden hun eerste overwinning van het seizoen te scoren. Webster sloeg echter elke aanval af, soms wat over de grens, maar Streuer had daar geen probleem mee. Hij werd tweede en verklaarde na de race dat hij zelf net zo brutaal gereden zou hebben als het om de wereldtitel ging. Webster won met zijn invaller-bakkenist Gavin Simmons en werd wereldkampioen toen hij de eindstreep passeerde. Daar zat Rolf Biland met afgewend hoofd te wachten. 

#### Uitslag zijspanklasse
| Pos | Coureur           | Bakkenist           | Merk                    | Tijd      | Grid | Punten |
| --- | ----------------- | ------------------- | ----------------------- | --------- | ---- | ------ |
| 1   | Steve Webster     | Gavin Simmons       | LCR-Krauser             | 37'14"88  | 2    | 20     |
| 2   | Egbert Streuer    | Bernard Schnieders  | Lucky Strike-LCR-Yamaha | +0"45     | 4    | 17     |
| 3   | Markus Egloff     | Urs Egloff          | BP-LCR-ADM              | +18"16    | 3    | 15     |
| 4   | Masato Kumano     | Markus Fährni       | LCR-Yamaha              | +28"17    | 5    | 13     |
| 5   | Alain Michel      | Jean-Marc Fresc     | ELF-LCR-Krauser         | +28"63    | 6    | 11     |
| 6   | Bernd Scherer     | Thomas Schröder     | BSR-Krauser             | +1'04"13  | 9    | 10     |
| 7   | Fritz Stölzle     | Hubert Stölzle      | LCR-Krauser             |           |      | 9      |
| 8   | Derek Jones       | Peter Brown         | LCR-Yama                |           |      | 8      |
| 9   | Yvan Nigrowsky    | Martial Charpentier | Seymaz-JPX              |           |      | 7      |
| 10  | Werner Kraus      | Oliver Schuster     | Busch-?                 |           |      | 6      |
| 11  | Wolfgang Stropek  | Wolfgang Bock       | LCR-Krauser             |           |      | 5      |
| 12  | Barry Brindley    | Graham Rose         | LCR-Yamaha              |           |      | 4      |
| 13  | Clive Stirrat     | Simon Prior         | LCR-Yamaha              |           |      | 3      |
| 14  | Theo van Kempen   | Geral de Haas       | Lucky Strike-LCR-Yamaha |           | 17   | 2      |
| 15  | Jean-Louis Millet | Claude Debroux      | LCR-Yamaha              |           |      | 1      |
| 16  | René Progin       | Yvan Hunziker       | Seymaz-Krauser          |           |      |        |
| 17  | Rolf Steinhausen  | Bruno Hiller        | Busch-ADM               |           | 10   |        |
| 18  | Judd Drew         | Chris Plant         | Yamaha                  | +1 ronde  |      |        |
| 19  | Dennis Bingham    | Gary Irlam          | LCR-Yamaha              | +1 ronde  |      |        |
| 20  | Gary Thomas       | Eckart Rösinger     | LCR-Krauser             | +1 ronde  |      |        |
| 21  | Hans Hügli        | Onbekend            | Onbekend                | +2 ronden |      |        |
| 22  | Weber             | Onbekend            | Onbekend                | +2 ronden |      |        |

#### Niet gefinished
| Coureur            | Bakkenist       | Merk          | Oorzaak         | Grid |
| ------------------ | --------------- | ------------- | --------------- | ---- |
| Rolf Biland        | Kurt Waltisperg | LCR-Krauser   | Versnellingsbak | 1    |
| Alfred Zurbrügg    | Martin Zurbrügg | LCR-Yamaha    |                 | 7    |
| Yoshisada Kumagaya | Peter Lindén    | Windle-Yamaha |                 | 8    |

### Top tien eindstand zijspanklasse
| Pos. | Coureur         | Bakkenist                    | Team/merk               | Ptn. |
| ---- | --------------- | ---------------------------- | ----------------------- | ---- |
| 1    | Steve Webster   | Tony Hewitt en Gavin Simmons | LCR-Krauser             | 156  |
| 2    | Rolf Biland     | Kurt Waltisperg              | LCR-Krauser             | 154  |
| 3    | Egbert Streuer  | Bernard Schnieders           | Lucky Strike-LCR-Yamaha | 97   |
| 4    | Alain Michel    | Jean-Marc Fresc              | LCR-Krauser             | 93   |
| 5    | Markus Egloff   | Urs Egloff                   | BP-LCR-ADM              | 79   |
| 6    | Derek Jones     | Peter Brown                  | LCR-Yamaha              | 69   |
| 7    | Alfred Zurbrügg | Martin Zurbrügg              | LCR-Yamaha              | 64   |
| 8    | Masato Kumano   | Markus Fährni                | LCR-Yamaha              | 61   |
| 9    | Bernd Scherer   | Thomas Schröder              | BSR-Krauser             | 54   |
| 10   | Steve Abbott    | Shaun Smith                  | Windle-Yamaha           | 53   |

## Trivia

### Taru Rinne
Terwijl de 250- en 500cc-coureurs zich op zaterdagavond nog druk maakten over het al of niet doorgaan van de GP van Argentinië, vierden hun 125cc-collega's de twintigste verjaardag van Taru Rinne. Met haar achtste startplaats kreeg ze ook veel aandacht van de pers, want ze had in dit seizoen als eerste vrouw al punten gescoord en had ook in de vorige race een goede trainingstijd gereden. Een dag later was het al voorbij in de eerste ronde omdat Taru ten val kwam.

### Károly Juhász
Károly Juhász eindigde als vierde in de race en als zevende in het wereldkampioenschap. Hij besloot na vijftien jaar te stoppen met racen. 

### Gavin Simmons
Gavin Simmons reed als bakkenist samen met Paul Atkinson in het Europees kampioenschap wegrace, maar stelde zichzelf zo nu en dan beschikbaar als invaller voor geblesseerde bakkenisten in het WK. Na zijn goede prestatie in deze Grand Prix vroeg men zich af of hij Tony Hewitt, de vaste bakkenist van Steve Webster wellicht verdrongen had, maar Simmons wist wel beter. Hij ging weer aan het werk in de chocoladefabriek in York. Daar was Steve Webster ooit ontslagen omdat hij te veel tijd aan het race besteedde.
1928 · 1929 · 1950 · 1951 · 1952 · 1954 · 1955 · 1956 · 1957 · 1958 · 1959 · 1960 · 1961 · 1962 · 1963 · 1964 · 1965 · 1966 · 1967 · 1968 · 1969 · 1970 · 1971 · 1972 · 1973 · 1974 · 1975 · 1976 · 1977 · 1978 · 1979 · 1980 · 1981 · 1982 · 1983 · 1984 · 1985 · 1986 · 1987 · 1988 · 1989 · 1990 · 1991